# Бюро перепису населення США
Бюро перепису населення США (англ. United States Census Bureau, Bureau of the Census) — урядове агентство, на яке покладена відповідальність за організацію та проведення перепису населення в США. Воно також збирає і статистично обробляє інші національні демографічні та економічні дані. Фактично це центральний статистичний орган США.
Бюро перепису населення є структурним підрозділом міністерства торгівлі США. Керівник агентства — політична посада, призначається чинним президентом США.
Між переписами, Бюро робить оцінки та прогнози чисельності населення. Крім того, дані перепису впливають на перерозподіл більш ніж 300 мільярдів доларів щорічних федеральних та від штатів асигнувань для місцевих громад на благоустрій, охорону здоров'я, освіту, транспорт та інше. Тому в обов'язки Бюро перепису входить збір статистики щодо людей та економіки. Крім того, постійно проводиться збір даних в інтересах різних федеральних і місцевих органів влади з таких питань, як зайнятість, злочини, здоров'я, витрати на споживання та житло. Вони публікуються як «демографічні огляди». Бюро перепису також публікує економічні огляди щодо виробництва, роздрібних продажів, послуг.
Бюро перепису базується у містечку Сьютленд, штат Меріленд і має ще 12 регіональних офісів у містах Атланта, Бостон, Даллас, Денвер, Детройт, Канзас-Сіті, Лос-Анджелес, Нью-Йорк, Сієтл, Філадельфія, Чикаго та Шарлот. Національний центр обробки даних знаходиться у Джефферсонвіллі, штат Індіана.

## Коротка історія
Стаття 1 Конституції США передбачає, що перепис населення має відбуватися не рідше, ніж раз на десять років. Від цього залежить кількість мандатів від кожного штату в Палаті представників та в Колегії виборщиків. Бюро перепису отримало ці повноваження вже в Декларації незалежності США (акті створення США 13 штатами). Зараз перепис проводиться в роках, що закінчуються нулем (2000, 2010) і називається «десятирічним».
З 1790 до 1840 роки перепис проводили силами шерифів. З 1840 виник центральний офіс перепису, який діяв тільки під час десятирічного перепису. В 1890 вперше під час перепису використовували електричну табулюючу машину Германа Голлеріта для обробки результатів. У 1902 році тимчасовий Офіс перепису був реорганізований і в 1903 році остаточно отримав нинішню назву у структурі міністерства торгівлі США. Бюро перепису стає центральним статистичним органом США.
У 2006 році в Бюро перепису населення працювало 5593 особи.